# Wei Yingwu
Dans ce nom chinois, le nom de famille, Wei, précède le nom personnel.
Pour les articles homonymes, voir Wei.
Wei Yingwu (chinois traditionnel : 韋應物 ; chinois simplifié : 韦应物 ; pinyin : Wéi Yìngwù ; EFEO : Wei Ying-wou), né en 737 et mort vers 792, est un poète chinois.

## Biographie
Wei Jingwu est originaire de Jingzhao, près de la capitale des Tang Chang'an (actuelle Xi'an). Entre 751 et 755 il sert l'empereur Xuanzong. Il mène alors une vie complètement dissolue et corrompue. Après la mort de cet empereur, il change radicalement de vie, commence des études et devient fonctionnaire. Il est notamment préfet de Suzhou dans le Jiangsu en 788 - où il meurt vers 792. Au cours de sa vie, il se lie d'amitié profonde avec Yin Yaofan.

## Œuvre
Son œuvre poétique comprend plus de cinq cents poèmes. Il fait écho dans certains de ses poèmes aux problèmes politiques et sociaux de son époque, en particulier après la révolte d'An Lushan en 755. Wei Yingwu s'est cependant surtout consacré à la poésie de paysage. Il est un poète faisant partie de l'« école des ermites » et a été comparé à Tao Yuanming. La forme qu'il a le mieux maîtrisée est le wugu, une forme de style ancien en vers de cinq syllabes.

## Traductions
- Paul Demiéville (dir.), Anthologie de la poésie chinoise classique, Paris, Gallimard, « Poésie », 1962.  — Wei Ying-wou, p. 298-301
- François Cheng, Entre source et nuage. Voix de poètes dans la Chine d'hier et d'aujourd'hui, Albin Michel, 1990, rééd. coll. « Spiritualités vivantes », 2002.  — Wei Ying-wu, p. 83-86